# Sverige i olympiska sommarspelen 2016

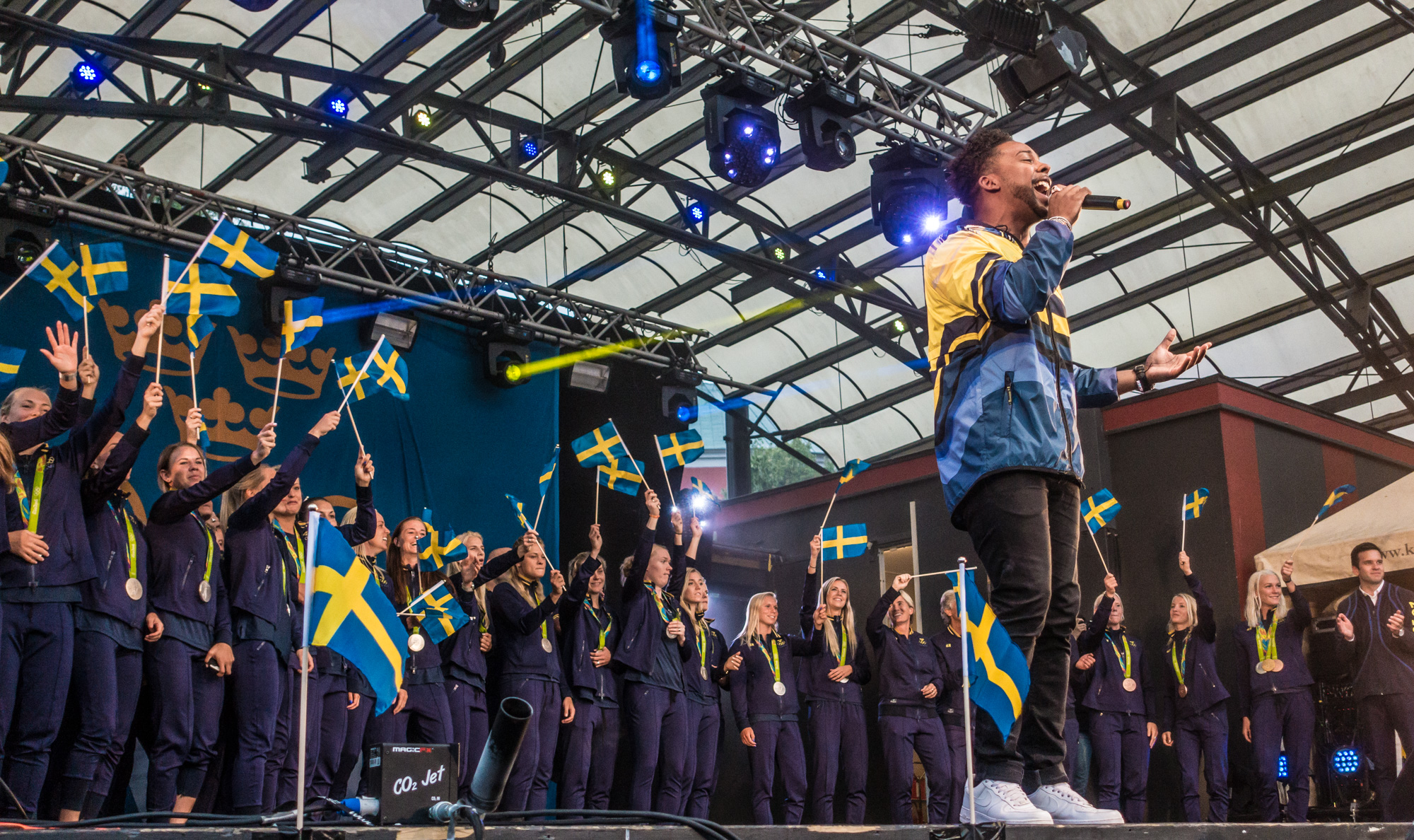
OS-medaljörerna 2016 hyllas i Kungsträdgården i Stockholm den 21 augusti 2016.

Sverige deltog, genom Sveriges Olympiska Kommitté (SOK), i den 31:a olympiadens sommarspel i Rio de Janeiro 2016. Dessa tävlingar var de 28:e arrangerade sommarspelen i ordningen, räknat från 1896 och starten av de moderna olympiska spelen.
Sverige hade en trupp på 154 aktiva deltagare samt 12 reserver i totalt 22 idrotter.

## Medaljörer
| Medalj | Namn                           | Sport     | Gren                    |
| ------ | ------------------------------ | --------- | ----------------------- |
| 1      | Jenny Rissveds                 | Cykel     | Mountainbike            |
| 1      | Sarah Sjöström                 | Simning   | 100 meter fjäril        |
| 2      | Emma Johansson                 | Cykel     | Linjelopp               |
| 2      | Sveriges damlandslag i fotboll | Fotboll   | Fotboll                 |
| 2      | Henrik Stenson                 | Golf      | Golf                    |
| 2      | Peder Fredricson               | Ridsport  | Individuell hoppning    |
| 2      | Sarah Sjöström                 | Simning   | 200 meter frisim        |
| 2      | Marcus Svensson                | Skytte    | Skeet                   |
| 3      | Sofia Mattsson                 | Brottning | Damernas fristil, 53 kg |
| 3      | Jenny Fransson                 | Brottning | Damernas fristil, 69 kg |
| 3      | Sarah Sjöström                 | Simning   | 100 meter frisim        |

## Badminton
| Idrottare        | Gren       | Gruppspel                    | Gruppspel                     | Gruppspel | Åttondelsfinal       | Kvartsfinal          | Semifinal            | Final                | Final     |
| Idrottare        | Gren       | Motståndare Resultat         | Motståndare Resultat          | Placering | Motståndare Resultat | Motståndare Resultat | Motståndare Resultat | Motståndare Resultat | Placering |
| ---------------- | ---------- | ---------------------------- | ----------------------------- | --------- | -------------------- | -------------------- | -------------------- | -------------------- | --------- |
| Henri Hurskainen | Herrsingel | Muñoz (MEX) V (21–12, 21–11) | Kidambi (IND) F (6–21, 18–21) | 2         | Ej vidare            | Ej vidare            | Ej vidare            | Ej vidare            | Ej vidare |

## Bordtennis
| Idrottare                                     | Gren                 | Kvalomgång           | Omgång 1             | Omgång 2              | Omgång 3             | Omgång 4             | Kvartsfinal          | Semifinal            | Final / BM           | Final / BM      |
| Idrottare                                     | Gren                 | Motståndare Resultat | Motståndare Resultat | Motståndare Resultat  | Motståndare Resultat | Motståndare Resultat | Motståndare Resultat | Motståndare Resultat | Motståndare Resultat | Rank            |
| --------------------------------------------- | -------------------- | -------------------- | -------------------- | --------------------- | -------------------- | -------------------- | -------------------- | -------------------- | -------------------- | --------------- |
| Pär Gerell                                    | Herrsingel           | i.u.                 | i.u.                 | Calderano (BRA) F 1–4 | Avancerade inte      | Avancerade inte      | Avancerade inte      | Avancerade inte      | Avancerade inte      | Avancerade inte |
| Kristian Karlsson                             | Herrsingel           | i.u.                 | i.u.                 | Wang Jn (CGO) V 4–1   | Samsonov (BLR) F 2–4 | Avancerade inte      | Avancerade inte      | Avancerade inte      | Avancerade inte      | Avancerade inte |
| Pär Gerell Kristian Karlsson Mattias Karlsson | Herrarnas lagtävling | i.u.                 | i.u.                 | i.u.                  | i.u.                 | USA V 3–0            | Sydkorea F 1–3       | Avancerade inte      | Avancerade inte      | Avancerade inte |
| Matilda Ekholm                                | Damsingel            | i.u.                 | i.u.                 | Wu (USA) V 4–2        | Jeon J-h (KOR) F 1–4 | Avancerade inte      | Avancerade inte      | Avancerade inte      | Avancerade inte      | Avancerade inte |
| Li Fen                                        | Damsingel            | i.u.                 | i.u.                 | Balážová (SVK) V 4–3  | Li Xx (CHN) F 0–4    | Avancerade inte      | Avancerade inte      | Avancerade inte      | Avancerade inte      | Avancerade inte |

## Bågskytte
| Idrottare           | Gren                  | Rankningsomgång | Rankningsomgång | 32-delsfinal         | Sextondelsfinal      | Åttondelsfinal       | Kvartsfinal          | Semifinal            | Final / BM           | Final / BM      |
| Idrottare           | Gren                  | Poäng           | Placering       | Motståndare Resultat | Motståndare Resultat | Motståndare Resultat | Motståndare Resultat | Motståndare Resultat | Motståndare Resultat | Rank            |
| ------------------- | --------------------- | --------------- | --------------- | -------------------- | -------------------- | -------------------- | -------------------- | -------------------- | -------------------- | --------------- |
| Christine Bjerendal | Damernas individuella | 611             | 47              | Rendón (COL) V 6–2   | Kang U-j (PRK) F 2–6 | Avancerade inte      | Avancerade inte      | Avancerade inte      | Avancerade inte      | Avancerade inte |

## Cykel
Landsväg
| Idrottare      | Gren               | Tid     | Plac. |
| -------------- | ------------------ | ------- | ----- |
| Emilia Fahlin  | Damernas linjelopp | 3:58.03 | 27    |
| Emma Johansson | Damernas linjelopp | 3:51.27 | 2     |
| Sara Mustonen  | Damernas linjelopp | Bröt    | Bröt  |

Mountainbike
| Idrottare      | Gren                 | Tid     | Plac. |
| -------------- | -------------------- | ------- | ----- |
| Jenny Rissveds | Damernas terränglopp | 1:30.16 | 1     |

## Golf
| Idrottare         | Gren               | Omgång 1 | Omgång 2 | Omgång 3 | Omgång 4 | Total | Total | Total     |
| Idrottare         | Gren               | Poäng    | Poäng    | Poäng    | Poäng    | Poäng | Par   | Placering |
| ----------------- | ------------------ | -------- | -------- | -------- | -------- | ----- | ----- | --------- |
| David Lingmerth   | Herrar individuell | 69       | 70       | 68       | 71       | 278   | −6    | =11       |
| Henrik Stenson    | Herrar individuell | 66       | 68       | 68       | 68       | 270   | −14   | 2         |
| Pernilla Lindberg | Damer individuell  | 74       | 73       | 69       | 70       | 286   | +2    | =31       |
| Anna Nordqvist    | Damer individuell  | 71       | 70       | 68       | 69       | 278   | −6    | =11       |

## Ridsport
Sverige kvalificerade ett lag i hoppning samt fyra platser i den individuella tävlingen efter att ha slutat på sjätte plats i VM 2014. I dressyr kvalificerades ett lag och fyra platser i den individuella tävlingen genom en femteplats vid EM 2015. I fälttävlan kvalificerades ett lag och fyra platser i den individuella tävlingen genom en femteplats vid EM 2015 vid  Blair Castle.

### Dressyr
Lag om fyra ekipage, samt fyra individuella platser. Förbundskapten: Bo Jenå.
Therese Nilshagen var från början uttagen men hennes häst Dante Weltino klarade inte av veterinärbesiktningen och ersattes av Mads Hendeliowitz.
| Ryttare                  | Häst            | Grand Prix | Grand Prix | Grand Prix Special | Grand Prix Special | Grand Prix Freestyle | Grand Prix Freestyle | Sammanlagt       | Sammanlagt       |
| Ryttare                  | Häst            | Poäng      | Placering  | Poäng              | Placering          | Teknisk              | Artistisk            | Poäng            | Placering        |
| ------------------------ | --------------- | ---------- | ---------- | ------------------ | ------------------ | -------------------- | -------------------- | ---------------- | ---------------- |
| Mads Hendeliowitz        | Jimmie Choo SEQ | 71,771     | 29         | 71,681             | 29                 | Gick inte vidare     | Gick inte vidare     | Gick inte vidare | Gick inte vidare |
| Patrik Kittel            | Deja            | 74,586     | 22         | 73,866             | 18                 | 78,286               | 73,750               | 76,018           | 16               |
| Juliette Ramel           | Buriel H.K.     | 74,943     | 19         | 72,045             | 28                 | Gick inte vidare     | Gick inte vidare     | Gick inte vidare | Gick inte vidare |
| Tinne Vilhelmson-Silfvén | Don Auriello    | 76,414     | 11         | 77,199             | 7                  | 78,393               | 84,714               | 81,535           | 8                |

| Ryttare                                                                 | Häst     | Grand Prix | Grand Prix | Grand Prix Special | Grand Prix Special | Placering |
| Ryttare                                                                 | Häst     | Poäng      | Placering  | Poäng              | Total poäng        | Placering |
| ----------------------------------------------------------------------- | -------- | ---------- | ---------- | ------------------ | ------------------ | --------- |
| Mads Hendeliowitz Juliette Ramel Patrik Kittel Tinne Vilhelmson-Silfvén | som ovan | 75,319     | 5          | 74,370             | 74,845             | 5         |

### Fälttävlan
Lag om fyra ekipage, samt fyra individuella platser. Förbundskapten: Staffan Lidbeck
| Tävlande               | Häst       | Dressyr | Dressyr   | Terrängbana | Terrängbana | Hoppning | Hoppning  | Hoppning        | Hoppning        | Totalt | Totalt    |
| Tävlande               | Häst       | Dressyr | Dressyr   | Terrängbana | Terrängbana | Kval     | Kval      | Final           | Final           | Totalt | Totalt    |
| Tävlande               | Häst       | Straff  | Placering | Straff      | Placering   | Straff   | Placering | Straff          | Placering       | Straff | Placering |
| ---------------------- | ---------- | ------- | --------- | ----------- | ----------- | -------- | --------- | --------------- | --------------- | ------ | --------- |
| Ludwig Svennerstål     | Aspe       | 51      | 48        | 28,4        | 27          | 8        | 27        | ej kvalificerad | ej kvalificerad | 87,4   | 27        |
| Sara Algotsson Ostholt | Reality 39 | 45,4    | 19        | 61,2        | 37          | 6        | 36        | ej kvalificerad | ej kvalificerad | 112,6  | 36        |
| Linda Algotsson        | Fairnet    | 50,9    | 47        | 109,6       | 48          | 4        | 45        | ej kvalificerad | ej kvalificerad | 164,5  | 45        |
| Frida Andersén         | Herta      | 47,9    | 36        | 9,2         | 12          | WD       | WD        | WD              | WD              | WD     | WD        |

| Tävlande                                                                 | Häst     | Dressyr | Dressyr   | Terrängbana | Terrängbana | Hoppning | Hoppning  | Totalt | Totalt    |
| Tävlande                                                                 | Häst     | Straff  | Placering | Straff      | Placering   | Straff   | Placering | Straff | Placering |
| ------------------------------------------------------------------------ | -------- | ------- | --------- | ----------- | ----------- | -------- | --------- | ------ | --------- |
| Frida Andersen Linda Algotsson Sara Algotsson Ostholt Ludwig Svennerstål | som ovan | 144,2   | 10        | 243,1       | 7           | 364,5    | 11        | 364,5  | 11        |

### Hoppning
Lag om fyra ekipage, samt fyra individuella platser. 
| Tävlande               | Häst       | Kvalifikation | Kvalifikation | Kvalifikation   | Kvalifikation   | Kvalifikation   | Kvalifikation   | Kvalifikation   | Kvalifikation   | Final           | Final           | Final           | Final           | Final           | Final           | Final           | Total           |
| Tävlande               | Häst       | Runda 1       | Runda 1       | Runda 2         | Runda 2         | Runda 2         | Runda 3         | Runda 3         | Runda 3         | Runda A         | Runda A         | Runda B         | Runda B         | Runda B         | Omhoppning      | Omhoppning      | Total           |
| Tävlande               | Häst       | Straff        | Placering     | Straff          | Total           | Placering       | Straff          | Total           | Placering       | Straff          | Placering       | Straff          | Totalt          | Placering       | Straff          | Tid             | Placering       |
| ---------------------- | ---------- | ------------- | ------------- | --------------- | --------------- | --------------- | --------------- | --------------- | --------------- | --------------- | --------------- | --------------- | --------------- | --------------- | --------------- | --------------- | --------------- |
| Rolf-Göran Bengtsson   | Unita      | 16            | 64            | Ej kvalificerad | Ej kvalificerad | Ej kvalificerad | Ej kvalificerad | Ej kvalificerad | Ej kvalificerad | Ej kvalificerad | Ej kvalificerad | Ej kvalificerad | Ej kvalificerad | Ej kvalificerad | Ej kvalificerad | Ej kvalificerad | Ej kvalificerad |
| Malin Baryard-Johnsson | Cue Channa | 8             | 53            | 4               | 12              | 46              | Ej kvalificerad | Ej kvalificerad | Ej kvalificerad | Ej kvalificerad | Ej kvalificerad | Ej kvalificerad | Ej kvalificerad | Ej kvalificerad | Ej kvalificerad | Ej kvalificerad | Ej kvalificerad |
| Peder Fredricson       | All In     | 0             | 1             | 0               | 0               | 1               | 1               | 1               | 2               | 0               | 1               | 0               | 0               | 1               | 0               | 43,35           | 2               |
| Henrik von Eckermann   | Yajamila   | 0             | 1             | 4               | 4               | 15              | 8               | 12              | 31              | 4               | 16              | 12              | 16              | 24              | N/A             | N/A             | 24              |

| Tävlande                                                                          | Häst     | Runda 1 | Runda 1   | Runda 2 | Runda 2   | Placering |
| Tävlande                                                                          | Häst     | Straff  | Placering | Straff  | Placering | Placering |
| --------------------------------------------------------------------------------- | -------- | ------- | --------- | ------- | --------- | --------- |
| Rolf-Göran Bengtsson Malin Baryard-Johnsson Peder Fredricson Henrik von Eckermann | som ovan | 8       | 7         | 10      | 18        | 7         |

- Charlotte Mordasini, Romane du Thiel Reserv

## Segling
Vid VM 2014 vann Sverige kvotplatser i laser (herrar), finnjolle (herrar), 470 (herrar), laser radial (damer) och 49erFX (damer).
Herrar
| Idrottare                        | Gren      | Race | Race | Race | Race | Race | Race | Race | Race | Race | Race | Race | Poäng | Placering |
| Idrottare                        | Gren      | 1    | 2    | 3    | 4    | 5    | 6    | 7    | 8    | 9    | 10   | M*   | Poäng | Placering |
| -------------------------------- | --------- | ---- | ---- | ---- | ---- | ---- | ---- | ---- | ---- | ---- | ---- | ---- | ----- | --------- |
| Jesper Stålheim                  | Laser     | 10   | 23   | 26   | 29   | 10   | 15   | 2    | 3    | 20   | 31   | EL   | 137   | 16        |
| Max Salminen                     | Finnjolle | 15   | 11   | 13   | 9    | 7    | 4    | 6    | 11   | 7    | 5    | 16   | 90    | 6         |
| Fredrik Bergström Anton Dahlberg | 470       | 22   | 8    | 2    | 4    | 8    | 27   | 1    | 5    | 8    | 11   | 10   | 106   | 6         |

Damer
| Idrottare                 | Gren         | Race | Race | Race | Race | Race | Race | Race | Race | Race | Race | Race | Race | Race | Poäng | Placering |
| Idrottare                 | Gren         | 1    | 2    | 3    | 4    | 5    | 6    | 7    | 8    | 9    | 10   | 11   | 12   | M*   | Poäng | Placering |
| ------------------------- | ------------ | ---- | ---- | ---- | ---- | ---- | ---- | ---- | ---- | ---- | ---- | ---- | ---- | ---- | ----- | --------- |
| Josefin Olsson            | Laser radial | 17   | 6    | 8    | 17   | 7    | 4    | 3    | 14   | 20   | 9    | i.u. | i.u. | 6    | 90    | 6         |
| Lisa Ericson Hanna Klinga | 49erFX       | 11   | 6    | 9    | 15   | 3    | 9    | 10   | 2    | 16   | 14   | 9    | 15   | EL   | 103   | 11        |

M = Medaljrace; EL = Eliminerad – ej vidare till medaljrace

## Simning
Herrar
| Idrottare    | Gren               | Heat         | Heat      | Semifinal    | Semifinal | Final     | Final     |
| Idrottare    | Gren               | Tid          | Placering | Tid          | Placering | Tid       | Placering |
| ------------ | ------------------ | ------------ | --------- | ------------ | --------- | --------- | --------- |
| Erik Persson | 100 meter bröstsim | 1.01,20      | 32        | Ej vidare    | Ej vidare | Ej vidare | Ej vidare |
| Erik Persson | 200 meter bröstsim | 2.10,15 0SR0 | 12 K      | 2,10,12 0SR0 | 11        | Ej vidare | Ej vidare |
| Simon Sjödin | 200 meter fjäril   | 1.56,46 0SR0 | 13 K      | 1.56,71      | 12        | Ej vidare | Ej vidare |
| Simon Sjödin | 200 meter medley   | 1.59,41      | 10 K      | 2.00,81      | 16        | Ej vidare | Ej vidare |

Damer
| Idrottare                                                                     | Gren                     | Heat        | Heat        | Semifinal   | Semifinal   | Final        | Final       |
| Idrottare                                                                     | Gren                     | Tid         | Placering   | Tid         | Placering   | Tid          | Placering   |
| ----------------------------------------------------------------------------- | ------------------------ | ----------- | ----------- | ----------- | ----------- | ------------ | ----------- |
| Therese Alshammar                                                             | 50 meter frisim          | 24,73       | 12 K        | 24,72       | 15          | Ej vidare    | Ej vidare   |
| Michelle Coleman                                                              | 100 meter frisim         | Startade ej | Startade ej | Startade ej | Startade ej | Startade ej  | Startade ej |
| Michelle Coleman                                                              | 200 meter frisim         | 1.56,54     | 7 K         | 1.56,05     | 5 K         | 1.56,27      | 7           |
| Stina Gardell                                                                 | 200 meter medley         | 2.14,41     | 20          | Ej vidare   | Ej vidare   | Ej vidare    | Ej vidare   |
| Louise Hansson                                                                | 100 meter fjäril         | 59,73       | 31          | Ej vidare   | Ej vidare   | Ej vidare    | Ej vidare   |
| Louise Hansson                                                                | 200 meter medley         | 2.15,66     | 29          | Ej vidare   | Ej vidare   | Ej vidare    | Ej vidare   |
| Sophie Hansson                                                                | 100 meter bröstsim       | 1.08,67     | 26          | Ej vidare   | Ej vidare   | Ej vidare    | Ej vidare   |
| Sophie Hansson                                                                | 200 meter bröstsim       | 2.30,59     | 26          | Ej vidare   | Ej vidare   | Ej vidare    | Ej vidare   |
| Jennie Johansson                                                              | 100 meter bröstsim       | 1.06,84     | 10 K        | 1.07,06     | 9           | Ej vidare    | Ej vidare   |
| Sarah Sjöström                                                                | 50 meter frisim          | 24,66       | 10 K        | 24,69       | 13          | Ej vidare    | Ej vidare   |
| Sarah Sjöström                                                                | 100 meter frisim         | 53,37       | 3 K         | 53,16       | 4 K         | 52,99        | 3           |
| Sarah Sjöström                                                                | 200 meter frisim         | 1.56,11     | 3 K         | 1.54,65     | 1 K         | 1.54,08 0SR0 | 2           |
| Sarah Sjöström                                                                | 100 m fjäril             | 56,26       | 1 K         | 55,84 0OR0  | 1 K         | 55,48 0VR0   | 1           |
| Michelle Coleman Louise Hansson Ida Lindborg Ida Marko-Varga Sarah Sjöström   | 4 x 100 m frisim lagkapp | 3.36,42     | 6 K         | i.u.        | i.u.        | 3.35,90      | 5           |
| Michelle Coleman Stina Gardell Louise Hansson Ida Marko-Varga Sarah Sjöström  | 4 x 200 m frisim lagkapp | 7.53,43     | 8 K         | i.u.        | i.u.        | 7.50,26      | 5           |
| Michelle Coleman Jennie Johansson Ida Lindborg Ida Marko-Varga Sarah Sjöström | 4 x 100 m medley lagkapp | 3.59,45     | 9           | i.u.        | i.u.        | Ej vidare    | Ej vidare   |

K = Vidarekvalificerad; SR = svenskt rekord; OR = olympiskt rekord; VR = världsrekord

## Skytte
Sverige tilldelades två kvotplatser i herrarnas skeet (Marcus Svensson och Stefan Nilsson) och en kvotplats i damernas 10 m luftgevär (Michaela Arvidsson). Svenska skyttesportförbundet valde dock att ge Arvidssons plats till dubbeltrapskytten Håkan Dahlby .
| Idrottare       | Gren                 | Kval  | Kval      | Semifinal | Semifinal | Final     | Final     |
| Idrottare       | Gren                 | Poäng | Placering | Poäng     | Placering | Poäng     | Placering |
| --------------- | -------------------- | ----- | --------- | --------- | --------- | --------- | --------- |
| Håkan Dahlby    | Herrarnas dubbeltrap | 121   | 18        | Ej vidare | Ej vidare | Ej vidare | Ej vidare |
| Stefan Nilsson  | Herrarnas skeet      | 121   | =3 K      | 14 (+3)   | =5        | Ej vidare | Ej vidare |
| Marcus Svensson | Herrarnas skeet      | 123   | =1 K      | 16        | =1 K      | 15        | 2         |

 K = Kvalificerad för nästa omgång.